# Ostichthys convexus
Az Ostichthys convexus a sugarasúszójú halak (Actinopterygii) osztályának nyálkásfejűhal-alakúak (Beryciformes) rendjébe, ezen belül a mókushalfélék (Holocentridae) családjába tartozó faj.

## Előfordulása
Az Ostichthys convexus előfordulási területe az Indiai-óceán keleti felén van. Eddig csak Mianmar tengervizeiben vették észre. Élőhelyét megossza a vele rokon Ostichthys danielával.

## Megjelenése
Hossza elérheti a 16,4 centimétert. A hátúszóján 12 tüske és 13 sugár van, míg a farok alatti úszóján 4 tüske és 11 sugár látható. Az oldalvonalán 28-29 pikkelye van. Az élő példány feje, háti része és oldalai rózsaszínes vörösek, a hasi része ezüstös; elpusztulva elmosódnak a színei.

## Életmódja
Trópusi mélytengeri halfaj, amely általában 116-129 méteres mélységekben tartózkodik. A partoktól távoli nyílt vizekben él.